# Iatromantis

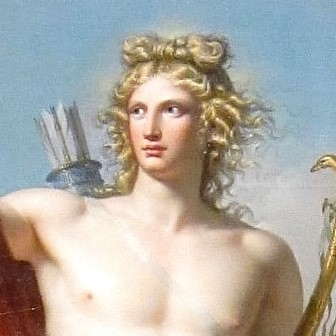
Fresco van Apollon

Iatromantis (Oudgrieks: ἰατρόμαντις van ἰατρός, iatros "heler" en μάντις, mantis "ziener") is een Grieks woord dat letterlijk "geneesheer - ziener" betekent. De iatromantis, een soort Griekse shamaan, is gerelateerd aan andere semi-mythische figuren als Abaris, Aristeas, Epimenides en Hermotimus. Aischylos gebruikt het woord ter zake Apollon, onder andere de beschermheer van het Orakel van Dephi, god van de kunsten en voorzienigheid en Asclepius, Apollons zoon en god van de geneeskunde.
Volgens Peter Kingsley behoren iatromantis figuren, zoals Parmenides, tot een breder Griekse en Aziatische traditie van shamanisme, met wortels in Centraal-Azië. Een belangrijke meditatieve handeling van deze geneesheren-zieners was incubatie (ἐγκοίμησις, enkoimesis). Incubatie was meer dan alleen een medische handeling, het stond de mens toe om in een trance de vierde vorm van bewustzijn te beleven, naast slapen, dromen of de gewone wakende staat: een toestand die Kingsley beschrijft als het "bewustzijn zelf", hetgeen hij vergelijkt met de turiya of samādhi uit het Indische Yoga.